# 賀茂村 (鳥取県)
賀茂村（かもそん）は、鳥取県東伯郡にあった村。現在の東伯郡三朝町の一部にあたる。

## 地理
加茂川の中下流域に位置していた。
- 河川：天神川[3]、三徳川[3]

## 歴史
- 1889年（明治22年）10月1日、町村制の施行により、河村郡本泉村、森村、吉尾村、下谷村、福田村、鎌田村が合併して村制施行し、賀茂村が発足[1][2]。旧村名を継承した本泉、森、吉尾、下谷、福田、鎌田の6大字を編成[2]。河村郡高勢村と組合村を結成し、組合村役場を大字鎌田に設置[2]。
- 1896年（明治29年）4月1日、郡の統合により東伯郡に所属[2]。
- 1907年（明治40年）10月1日、東伯郡高勢村、竹田村と合併し旭村を新設して廃止[1][2]。合併後、旭村大字本泉・森・吉尾・下谷・福田・鎌田となる[2]。

### 地名の由来
江戸時代に当地域が賀茂郷と称していたことから。

## 産業
- 農業[4]
- 産物：梨[4]

## 教育
- 1873年（明治6年）本泉小学校開校[3]。1893年（明治26年）本泉尋常小学校を賀茂尋常小学校に改称し、高勢村大字小河内・柿谷に分教場を設置[2]。1901年（明治30年）河村郡高等小学校から河南高等小学校が分離設立[3]。1901年（明治34年）校舎新築[2]。1906年（明治39年）河南高等小学校の閉鎖により高等科を設置し賀茂尋常高等小学校に改称[2]。